# Kitab Siyar al-Aimmah wa Akhbaruhum
Le Kitab Siyar al-Aimmah wa Akhbaruhum (arabe : كتاب سير الأئمة و أخبارهم) (en français : Livre des biographies des imams et de leurs chroniques), également connu sous le titre Kitab al-Siyar wa Akhbar al-Aimmah, est un ouvrage historique et doctrinal rédigé par le chroniqueur et historien ibadite Abu Zakariyya al-Warjlani (en) (m. vers 1100). L'auteur y rassemble les biographies, les lettres, les exhortations et les récits relatifs aux premiers imams ibadites d'Afrique du Nord, en particulier ceux de la dynastie rostémide, qui régna depuis Tahert (actuelle Tiaret en Algérie) entre le VIIIe siècle et le Xe siècle. Ce recueil constitue une source majeure pour l'histoire religieuse, politique et intellectuelle de l'ibadisme maghrébin durant les premiers siècles de l'hégire.

## Histoire
L'auteur vécut dans la seconde moitié du XIe siècle. L'ouvrage aurait été rédigé entre l'an 1078 — date de la mort d’Abū al-Rabīʿ, maître d’Abū Zakariyyāʾ et l'une de ses principales sources — et 1081, dernière date mentionnée dans le livre,.
L'ouvrage est considéré comme le plus ancien texte connu consacré à l'histoire de l'ibadisme et à son implantation au Maghreb, rédigé par un savant ibadite originaire de la région. À titre de comparaison, le plus ancien ouvrage connu sur l'ibadisme maghrébin est l’Akhbār al-Aʾimma al-Rustumiyyīn d'Ibn al-Saghir, mais ce dernier n'était pas ibadite.
Par ailleurs, il semble que le Kitab Siyar al-Aimmah wa Akhbaruhum ait eu une diffusion limitée dans les bibliothèques ibadites, comparativement à d'autres sources plus répandues. Une copie manuscrite de l'ouvrage est cependant parvenue à Jean Auguste Bossoutrot, Français né à Alger en 1856, et installé à Tunis après l'occupation française de l'Algérie. Il en entreprit une traduction en français, restée inédite, aujourd'hui conservée au CNRS à Paris.
Le texte fut également traduit en français par l'orientaliste Émile Masqueray, qui en publia une version bilingue (français-arabe) en 1878. Une autre traduction fut réalisée plus tard par l'historien Roger LeTourneau en 1960.
Outre la copie possédée par Bossoutrot, le chercheur Abd al-Rahman Ayyub obtint un second manuscrit conservé à la Bibliothèque nationale d'Égypte, à partir duquel il réalisa une édition critique publiée en 1985 par la Maison tunisienne d'édition (al-Dār al-Tūnisiyya li-l-Nashr).
Une autre édition fut également établie par Ismail al-Arabi, publiée à trois reprises : deux fois à Alger, et une troisième fois à Beyrouth. Toutefois, ce dernier n'intégra pas la seconde partie de l'ouvrage, qu'il attribua à tort à al-Wusyānī plutôt qu’à Abū Zakariyyā.

## Vue d'ensemble
L'ouvrage constitue l'une des sources les plus précieuses pour l'étude de l'histoire religieuse et politique du courant ibadite au Maghreb. Il s'agit d'une compilation de récits historiques, de biographies de figures de l’imamat rostémide, et de récits de luttes doctrinales et militaires. Ce manuscrit offre également des fragments sur les mérites des peuples non arabes comme les Perses et les Berbères, et retrace les différentes scissions qui ont marqué l'Ibadisme au fil des siècles. Il s'agit d’un recueil de récits sur :
1. Les mérites des Perses et des Berbères
2. Les cinq premiers missionnaires de l’Ibadisme au Maghreb
3. La vie d'Abd al-Rahman ibn Rustum
4. L'établissement de la ville de Tahert
5. L'imamat d'Abd al-Rahman ibn Rustum
6. L'imamat d'Abd al-Wahhab ibn Abd al-Rahman
7. L'imamat d'Abd al-Wahhab ibn Abd al-Rahman
8. L'imamat d'Aflah ibn Abd al-Wahhab
9. L'imamat d'Abû Bakr
10. L'imamat d'Abû al-Yaqzan Muhammad
11. Le martyre d’Abu-Hatim Yusuf
12. Les premiers troubles et la chute de Tahert
13. L'émigration des Ibadites vers Wārjlān, Djebel Nefoussa et le Mzab
14. Les savants de la 7e à la 10e génération après la chute de Tahert
15. Les controverses et luttes internes du madhhab

## Importance historique
L'ouvrage rassemble des récits et des traditions portant sur les Rostémides ainsi que sur la fondation de leur État et de leur capitale, la ville de Tahert, jusqu'à sa chute au début du Xe siècle, en évoquant notamment les conflits avec les chiites. Abu Zakariyya al-Warjlani commence son livre par une évocation des mérites des Perses et des Berbères, deux peuples qui formèrent le socle de l'État rostémide.
Il y rapporte les récits des cinq premiers missionnaires (duʿāt) de l'ibadisme au Maghreb, parmi lesquels figure Abd al-Rahman ibn Rustum, ainsi que les débuts de la propagation de la doctrine ibadite, suivie de la fondation de la ville de Tahert, qui devint le centre de leur pouvoir. L'auteur retrace ensuite la vie et les actions de chacun des imams rostémides, puis rapporte les faits et gestes des maîtres ibadites postérieurs à la chute de la dynastie, appartenant aux septième à dixième générations.
Ce livre a servi de source à plusieurs auteurs ibadites ultérieurs, notamment Abu al-Abbas Ahmad al-Darjini, auteur du célèbre Kitāb al-Ṭabaqāt.